# کرومات و دی‌کرومات
کرومات (به انگلیسی: Chromate) یک آنیون چند اتمی با فرمول شیمیاییCrO2−
4 و دی کرومات (به انگلیسی: dichromate) یک آنیون چند اتمی با فرمول شیمیایی Cr
2O2−
7 است. در این اکسی‌آنیون‌ها اتم کروم در حالت اکسایش ۶+ می‌باشد. ترکیبات یونی حاوی این دو آنیون جز عوامل اکسید کننده نسبتاً قوی به شمار می‌روند. در محلول‌های آبی، یون کرومات و دی‌کرومات می‌توانند به صورت برگشت پذیر به هم ترادیسیده (تبدیل) شوند.

## خواص شیمیایی

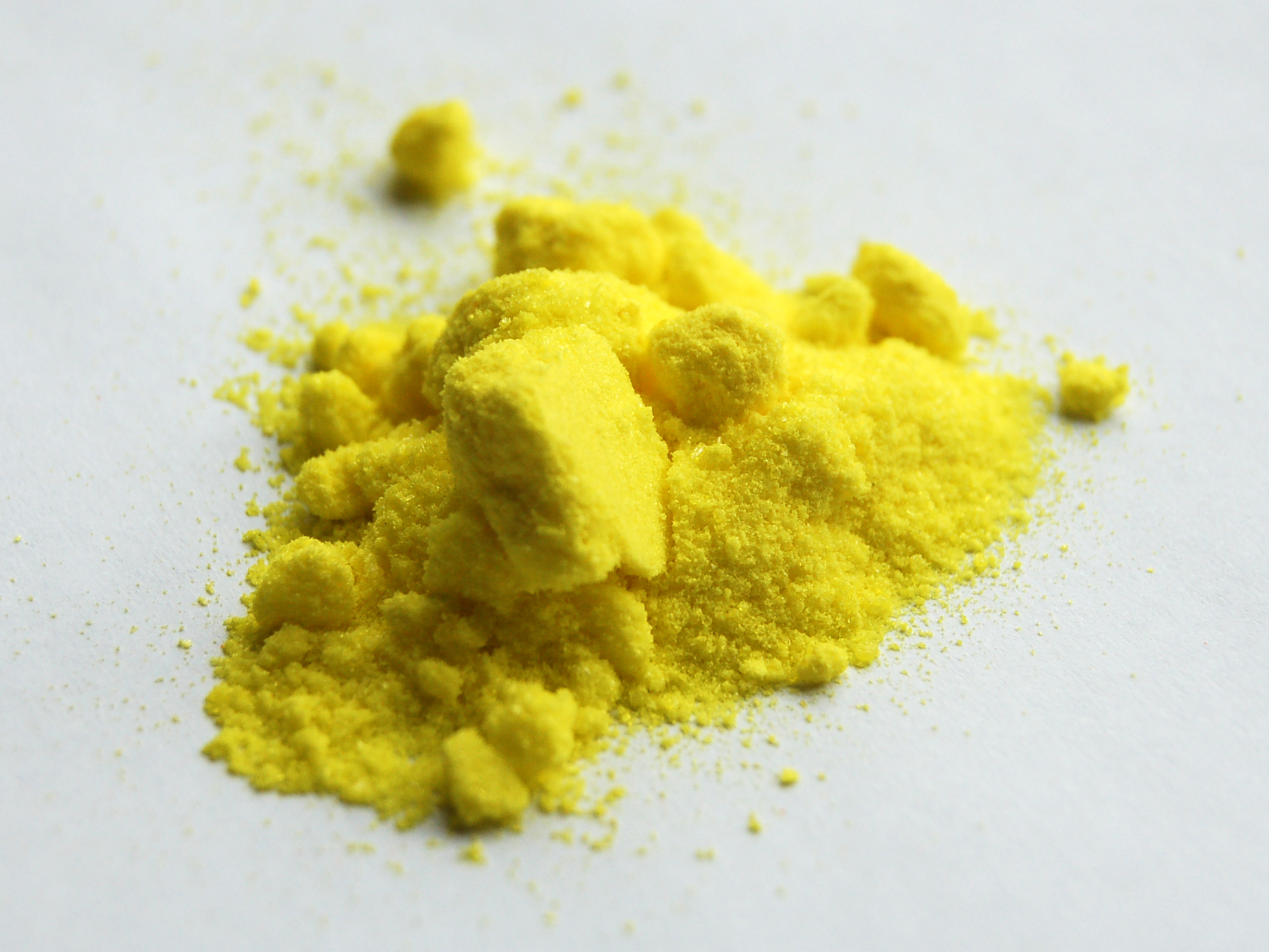
پتاسیم کرومات
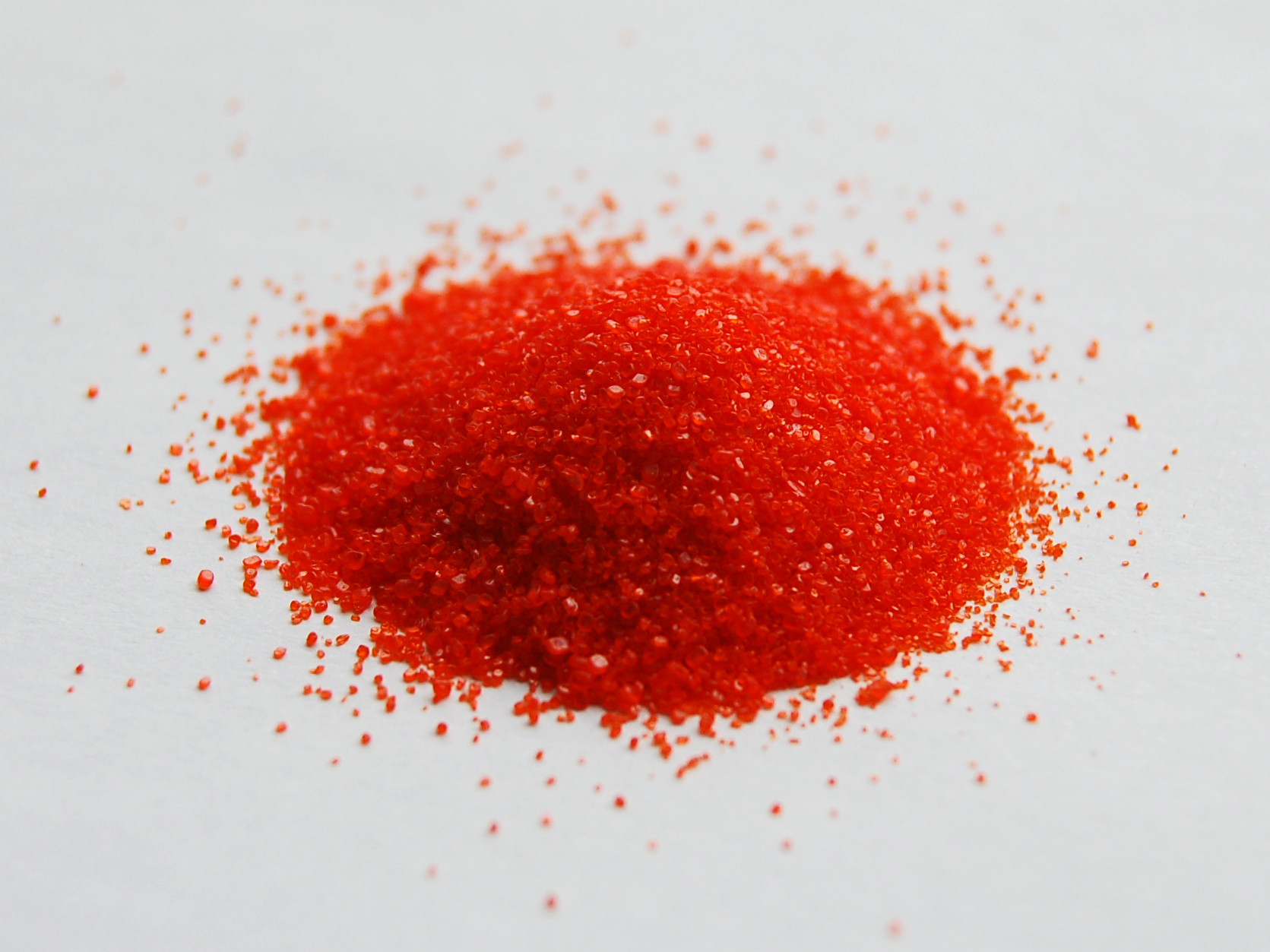
پتاسیم دی‌کرومات

 کرومات‌ها با هیدروژن پراکسید واکنش نشان می‌دهند و فرآورده‌هایی را می‌سازند که در آنها یون پراکسید(O2−
2) جایگزین یک یا چند اتم اکسیژن می‌شود. در محلول اسید، کمپلکس ناپایدار آبی پراوکسو کروم (VI) اکسید پراکسید، CrO(O2)2 ساخته می‌شود. این کمپلکس یک مولکول کووالانسی بی بار است، که ممکن است در اتر استخراج شود. با افزودن پیریدین، کمپلکس پایدارتر CrO(O2)2py شکل می‌گیرد. 

### خواص اسیدی-بازی
در محلول آبی، آنیون‌های کرومات و دی‌کرومات در تعادل شیمیایی می‌باشند. 
2 CrO2−
4 + 2 H+  Cr
2O2−
7 + H2O